# Capeta
Capeta is een geslacht van spinnen uit de familie springspinnen (Salticidae).

## Soorten
De volgende soorten zijn bij het geslacht ingedeeld:
- Capeta cachimbo Ruiz & Brescovit, 2006
- Capeta tridens Ruiz & Brescovit, 2005